# Seznam ostrovů Německa
Ostrovy Německa (německy ostrov = die Insel) se nacházejí především v Severním a Baltském moři. Vyskytují se také na řekách a jezerech.

## Podle velikosti
Tabulka zachycuje ostrovy větší než 1 km².
| #  | ostrov             | rozloha (km²) | pobřeží (km) | max.nadm. výška (m) | nejvyšší vrchol   | počet obyvatel | hustota zalidnění | největší sídlo   | část státu                        | část moře jezero | souostroví            | lokalizace                       |
| -- | ------------------ | ------------- | ------------ | ------------------- | ----------------- | -------------- | ----------------- | ---------------- | --------------------------------- | ---------------- | --------------------- | -------------------------------- |
| 1  | Rujána             | 926,00        | 580          | 161,0               | Piekberg          | 77 000         | 83,15             | Bergen auf Rügen | Meklenbursko-Přední Pomořansko    | Baltské moře     | —                     | 54°25′ s. š., 13°24′ v. d.       |
| 2  | Usedom             | 373,00        | —            | 69,0                | Golm              | 31 500         | 84,45             | Heringsdorf      | Meklenbursko-Přední Pomořansko    | Baltské moře     | —                     | 53°56′ s. š., 14°5′ v. d.        |
| 3  | Fehmarn            | 185,45        | —            | 27,2                | Hinrichsberg      | 12 410         | 66,92             | Burg auf Fehmarn | Šlesvicko-Holštýnsko              | Baltské moře     | —                     | 54°26′43″ s. š., 11°10′13″ v. d. |
| 4  | Sylt               | 99,14         | —            | 52,5                | Uwe Düne          | 20 852         | 210,33            | Westerland       | Šlesvicko-Holštýnsko              | Severní moře     | Severofríské ostrovy  | 54°54′ s. š., 8°20′ v. d.        |
| 5  | Föhr               | 82,82         | —            | 13,2                | Geest bei Nieblum | 8 593          | 103,76            | Wyk auf Föhr     | Šlesvicko-Holštýnsko              | Severní moře     | Severofríské ostrovy  | 54°43′2″ s. š., 8°29′56″ v. d.   |
| #  | Nordstrand         | 48,60         | —            | 2                   | —                 | 2 257          | 46,44             | Nordstrand       | Šlesvicko-Holštýnsko              | Severní moře     | Severofríské ostrovy  | 54°29′5″ s. š., 8°51′17″ v. d.   |
| 6  | Pellworm           | 37,44         | —            | 2                   | —                 | 1 161          | 31,01             | Tammensiel       | Šlesvicko-Holštýnsko              | Severní moře     | Severofríské ostrovy  | 54°31′ s. š., 8°38′13″ v. d.     |
| 7  | Poel               | 36,02         | —            | 8                   | —                 | 2 488          | 69,07             | Kirchdorf        | Meklenbursko-Přední Pomořansko    | Baltské moře     | —                     | 53°59′46″ s. š., 11°26′14″ v. d. |
| 8  | Borkum             | 30,74         | —            | 6                   | —                 | 5 175          | 168,35            | Borkum           | Dolní Sasko                       | Severní moře     | Východofríské ostrovy | 53°35′34″ s. š., 6°42′17″ v. d.  |
| 9  | Norderney          | 26,29         | —            | 5                   | —                 | 5 845          | 222,33            | Norderney        | Dolní Sasko                       | Severní moře     | Východofríské ostrovy | 53°42′26″ s. š., 7°8′49″ v. d.   |
| 10 | Amrum              | 20,46         | —            | 32                  | A Siatler         | 2 241          | 109,53            | Nebel            | Šlesvicko-Holštýnsko              | Severní moře     | Severofríské ostrovy  | 54°39′6″ s. š., 8°20′11″ v. d.   |
| 11 | Langeoog           | 19,67         | —            | 5                   | —                 | 1 741          | 88,51             | Langeoog         | Dolní Sasko                       | Severní moře     | Východofríské ostrovy | 53°44′54″ s. š., 7°28′47″ v. d.  |
| 12 | Ummanz             | 19,60         | —            | 3                   | —                 | 274            | 13,97             | Waase            | Meklenbursko-Přední Pomořansko    | Baltské moře     | —                     | 54°28′27″ s. š., 13°10′24″ v. d. |
| 13 | Spiekeroog         | 18,25         | —            | 3                   | —                 | 776            | 42,52             | Spiekeroog       | Dolní Sasko                       | Severní moře     | Východofríské ostrovy | 53°46′19″ s. š., 7°41′49″ v. d.  |
| 14 | Hiddensee          | 16,70         | —            | 2                   | —                 | 1 009          | 60,42             | Vitte            | Meklenbursko-Přední Pomořansko    | Baltské moře     | —                     | 54°34′5″ s. š., 13°6′20″ v. d.   |
| 15 | Juist              | 16,43         | —            | 3                   | —                 | 1 540          | 93,73             | Juist            | Dolní Sasko                       | Severní moře     | Východofríské ostrovy | 53°40′36″ s. š., 6°59′33″ v. d.  |
| #  | Süderoogsand       | 15,00         | —            | —                   | —                 | 0              | 0,00              | —                | Šlesvicko-Holštýnsko              | Severní moře     | Severofríské ostrovy  | 54°26′24″ s. š., 8°28′41″ v. d.  |
| 16 | Langeneß           | 11,57         | —            | 4                   | —                 | 134            | 11,58             | Hallig Langeneß  | Šlesvicko-Holštýnsko              | Severní moře     | Severofríské ostrovy  | 54°38′14″ s. š., 8°36′47″ v. d.  |
| 17 | Norderoogsand      | 9,40          | —            | 4                   | —                 | 0              | 0,00              | —                | Šlesvicko-Holštýnsko              | Severní moře     | Severofríské ostrovy  | 54°31′14″ s. š., 8°28′58″ v. d.  |
| 18 | Wangerooge         | 7,94          | —            | 3                   | —                 | 1 294          | 162,97            | Wangerooge       | Dolní Sasko                       | Severní moře     | Východofríské ostrovy | 53°47′29″ s. š., 7°53′59″ v. d.  |
| 19 | Baltrum            | 6,50          | —            | 5                   | —                 | 564            | 86,77             | Westdorf         | Dolní Sasko                       | Severní moře     | Východofríské ostrovy | 53°43′44″ s. š., 7°22′6″ v. d.   |
| 20 | Hooge              | 5,78          | —            | 5                   | —                 | 103            | 17,82             | Hallig Hooge     | Šlesvicko-Holštýnsko              | Severní moře     | Severofríské ostrovy  | 54°34′12″ s. š., 8°32′53″ v. d.  |
| #  | Memmert            | 5,17          | —            | 8                   | Kreuzdüne         | 0              | 0,00              | —                | Dolní Sasko                       | Severní moře     | Východofríské ostrovy | 53°38′17″ s. š., 6°53′3″ v. d.   |
| #  | Reichenau          | 4,30          | —            | 438                 | Die Hochwart      | 3 203          | 744,88            | Mittelzell       | Bádensko-Württembersko            | Bodamské jezero  | —                     | 47°41′35″ s. š., 9°3′47″ v. d.   |
| #  | Minsener Oog       | 3,70          | —            | 12                  | —                 | 0              | 0,00              | —                | Dolní Sasko                       | Severní moře     | Východofríské ostrovy | 53°45′47″ s. š., 8°0′48″ v. d.   |
| #  | Kirr               | 3,70          | —            | 1                   | —                 | 0              | 0,00              | —                | Meklenbursko-Přední Pomořansko    | Baltské moře     | —                     | 54°25′27″ s. š., 12°42′7″ v. d.  |
| #  | Bock               | 3,40          | —            | —                   | —                 | 0              | 0,00              | —                | Meklenbursko-Přední Pomořansko    | Baltské moře     | —                     | 54°27′4″ s. š., 13°2′55″ v. d.   |
| #  | Neuwerk            | 3,30          | —            | 7                   | —                 | 30             | 9,09              | Neuwerk          | Svobodné a hanzovní město Hamburk | Severní moře     | —                     | 53°55′14″ s. š., 8°30′1″ v. d.   |
| #  | Mellum             | 3,00          | —            | 3                   | —                 | 0              | 0,00              | Mellum           | Dolní Sasko                       | Severní moře     | Východofríské ostrovy | 53°43′16″ s. š., 8°8′58″ v. d.   |
| #  | Japsand            | 2,90          | —            | —                   | —                 | 0              | 0,00              | —                | Šlesvicko-Holštýnsko              | Severní moře     | Severofríské ostrovy  | 54°34′ s. š., 8°28′ v. d.        |
| #  | Herreninsel        | 2,30          | —            | 544                 | Steinwand         | 18             | 7,83              | Herrenchiemsee   | Bavorsko                          | Chiemské jezero  | —                     | 47°51′38″ s. š., 12°23′53″ v. d. |
| #  | Gröde              | 1,99          | —            | 1                   | —                 | 11             | 5,53              | Knudtswarft      | Šlesvicko-Holštýnsko              | Severní moře     | Severofríské ostrovy  | 54°37′54″ s. š., 8°43′2″ v. d.   |
| #  | Oland              | 1,93          | —            | 3                   | —                 | 21             | 10,88             | Olandwarft       | Šlesvicko-Holštýnsko              | Severní moře     | Severofríské ostrovy  | 54°40′39″ s. š., 8°42′14″ v. d.  |
| #  | Trischen           | 1,80          | —            | 4                   | —                 | 0              | 0,00              | Luisenhof        | Šlesvicko-Holštýnsko              | Severní moře     | —                     | 54°3′34″ s. š., 8°41′ v. d.      |
| #  | Kachelotplate      | 1,72          | —            | —                   | —                 | 0              | 0,00              | —                | Dolní Sasko                       | Severní moře     | Východofríské ostrovy | 53°38′42″ s. š., 6°49′8″ v. d.   |
| #  | Nordstrandischmoor | 1,64          | —            | 3                   | —                 | 18             | 10,98             | Neuwarft         | Šlesvicko-Holštýnsko              | Severní moře     | Severofríské ostrovy  | 54°32′59″ s. š., 8°48′44″ v. d.  |
| #  | Koos               | 1,49          | —            | 3                   | —                 | 8              | 5,37              | —                | Meklenbursko-Přední Pomořansko    | Baltské moře     | —                     | 54°10′18″ s. š., 13°24′43″ v. d. |
| #  | Helgoland          | 1,00          | —            | 61                  | Pinneberg         | 1 307          | 1 307,00          | Helgoland        | Šlesvicko-Holštýnsko              | Severní moře     | —                     | 54°10′57″ s. š., 7°53′7″ v. d.   |
| #  | Rader              | 1,00          | —            | —                   | —                 | —              | —                 | Inselhof         | Šlesvicko-Holštýnsko              | Kielský průplav  | —                     | 54°20′5″ s. š., 9°43′36″ v. d.   |

## Galerie

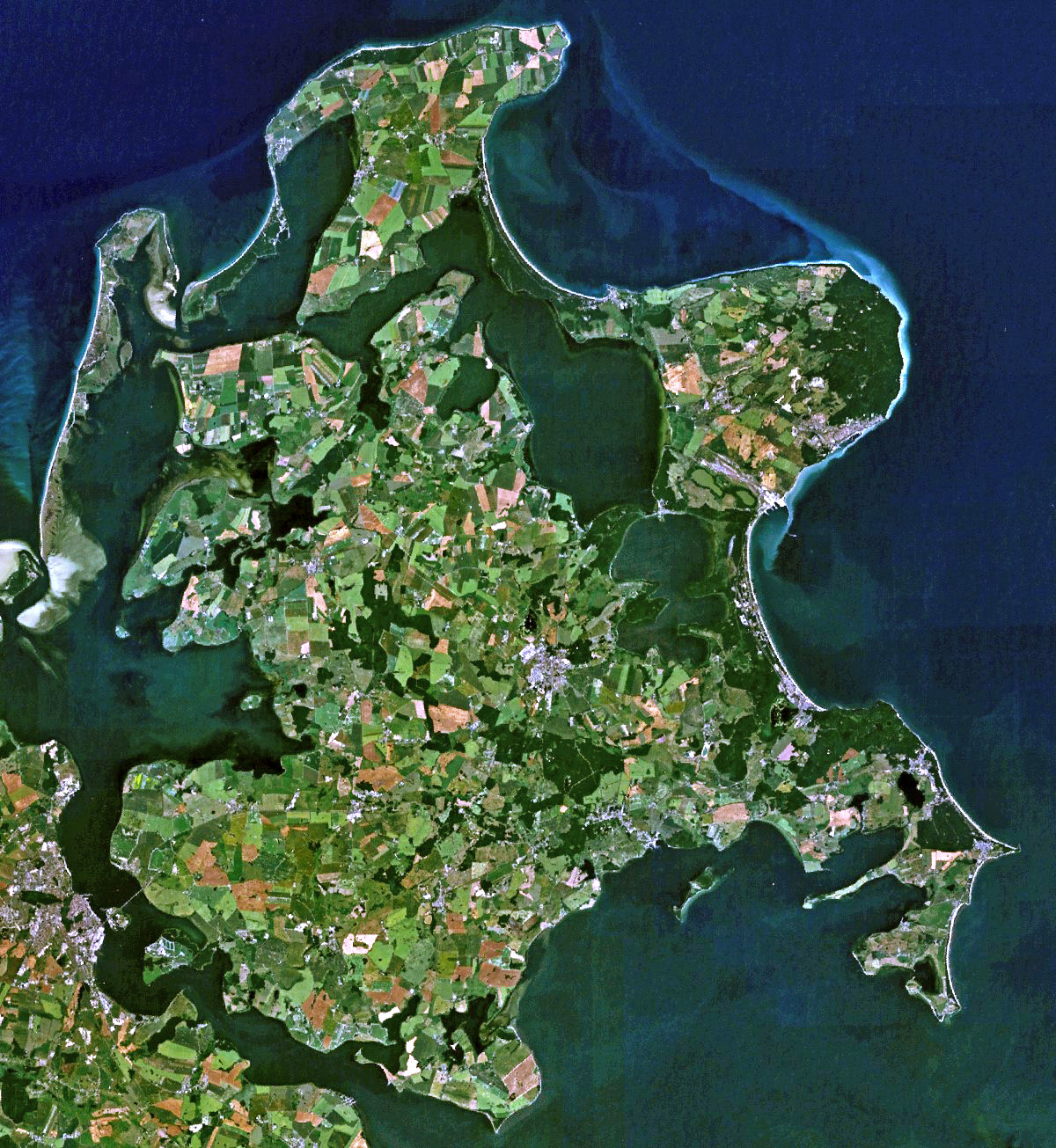
Satelitní snímek ostrova Rujána
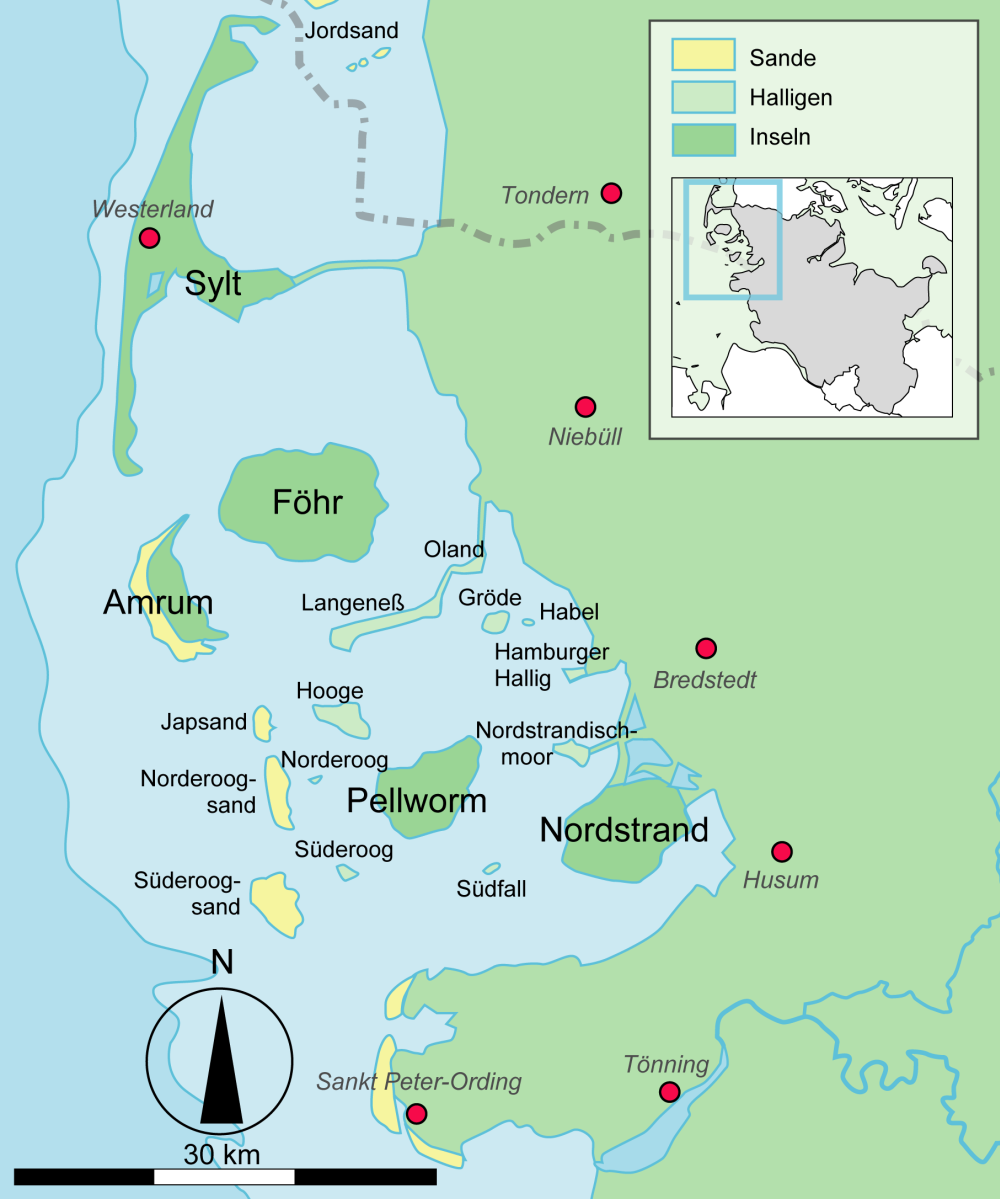
Severofríské ostrovy
Východofríské ostrovy

## Podle polohy
Toto je seznam všech ostrovů Německa, ležících v Severním a Baltském moři.

### Baltské moře
- Ahrendsberg, Barther Oie, Beuchel, Bock, Dänholm, Fährinsel, Fehmarn, Gänsewerder, Görmitz, Greifswalder Oie, Heuwiese, Hiddensee, Kirr, Kleine Werder, Koos, Langenwerder, Liebes, Liebitz, Lotseninsel[6], Mährens, Öhe, Poel, Prosnitzer Werder[7], Riems, Riether Werder, Ruden, Rujána, Tollow, Ummanz, Urkevitz, Uznojem, Vilm, Walfisch, Warder, Wührens

### Severní moře
- Helgoland, Düne
- Severofríské ostrovy
  - Amrum, Föhr, Pellworm, Sylt (Uthörn), Halligen (Gröde, Habel, Hallig Hooge, Hamburger Hallig, Langeneß, Nordstrandischmoor, Oland, Norderoog, Süderoog, Südfall)
- Ostrovy Meldorfského zálivu
  - Blauort, Helmsand, Tertius, Trischen
- Medemsand
- Neuwerk
- Scharhörn
- Nigehörn
- Langlütjen I a II
- Knechtsand
- Východofríské ostrovy
  - Mellum, Minsener Oog, Wangerooge, Spiekeroog, Langeoog, Baltrum, Norderney, Juist, Memmert, Kachelotplate, Lütje Hörn, Borkum

### Ostrovy na jezerech
- Bodamské jezero - Lindau, Mainau, Reichenau, Dominikanerinsel, Werd, Hoy
- Chiemské jezero - Fraueninsel, Herreninsel, Krautinsel, Schalch

### Říční ostrovy
- Labe - Pillnitzer Elbinsel, Gauernitzer Elbinsel, Rotehorninsel, Steinkopfinsel, Wilhelmsburg, Kaltehofe, Finkenwerder, Schweinesand, Neßsand, Hahnöfersand, Hanskalbsand, Lühesand, Bishorster Sand, Pagensand, Schwarztonnensand, Rhinplate
- Rýn - Bacharacher Werth, Fulderaue, Grafenwerth, Graswerth, Hombroich, Kauber Werth, Ketscher Rheininsel, Königsklinger Aue, Kühkopf, Lorcher Werth, Mariannenaue, Niederwerth, Nonnenwerth, Petersaue, Rettbergsaue, Rüdesheimer Aue, Winkeler Aue